# Alexandre Feklissov
Alexandre Semionovitch Feklissov (en russe : Александр Семёнович Феклисов), né le 9 mars 1914 à Moscou et mort le 26 octobre 2007 dans la même ville, est un agent secret soviétique qui a été l'un des deux officiers traitants de Julius Rosenberg (avec Semyon Semyonov (en)) et de Klaus Fuchs. En 1962, il a joué le rôle d'intermédiaire officieux pour dénouer la crise des missiles à Cuba.

## Carrière
Travaillant pour le NKVD au consulat de New York entre 1940 et 1946, il joua un rôle important dans l'espionnage du projet Manhattan, qui allait aboutir à la création de la bombe atomique.
Il recrutait parmi les membres et sympathisants du parti communiste des États-Unis. Ses agents les plus célèbres, les époux Rosenberg, furent exécutés en 1953.
Ce réseau, selon Feklissov, fut l'un des plus importants dans l'histoire de l'espionnage soviétique.
Après New York, il est assigné à Londres en 1947 où il recrute Klaus Fuchs, un scientifique né en Allemagne qui travaillait au laboratoire national de Los Alamos et à l'Établissement de recherche atomique d'Harwell.
Les renseignements obtenus par Feklissov et ses collègues auraient permis à l'Union soviétique de gagner au moins 18 mois dans la mise au point de sa propre arme atomique dont le premier essai, le RDS-1, fut effectué le 29 août 1949.
Sous le pseudonyme de Fomine, il fut chef de poste (rezident) du KGB à Washington au début des années 1960, notamment pendant la crise des missiles à Cuba en octobre 1962. Feklisov joua le rôle d'un intermédiaire officieux en transmettant une proposition par son ami John Scali, journaliste américain d'ABC : le démontage des missiles soviétiques installés à Cuba, contre la promesse américaine de ne pas envahir l'île, et de retirer les missiles de Turquie.
En dépit de ses états de service, il finit sa carrière comme colonel. Selon Sergueï Kostine, coauteur de son autobiographie, ce fut à cause de son mauvais caractère qu'il ne fut pas promu au grade de général.
Alexandre Feklissov était dans le service actif de 1939 à 1974 et comme contractuel de 1974 à 1986, date à laquelle il prit sa retraite. Il meurt 21 ans plus tard en Russie, le 26 octobre 2007, à l'âge de 93 ans.
Dans son autobiographie, intitulée Confession d'un agent soviétique, il affirmait avoir servi d'officier traitant à 17 informateurs étrangers.

## Ouvrage
- Alexandre Feklissov et Sergueï Kostine, Confession d'un agent soviétique, Monaco, Editions du Rocher, 1999 (ISBN 2-268-03193-4) Traduit en anglais sous le titre : (en) Aleksandr Feklisov, The man behind the Rosenbergs : by the KGB spymaster who was the case officer of Julius Rosenberg, Klaus Fuchs, and helped resolve the Cuban Missile Crisis, New York, Enigma Books, 2001 (ISBN 9781929631087).